# Bec Charvet
Le Bec Charvet est un sommet calcaire du massif de la Chartreuse au sud-ouest du col du Coq, dans le parc naturel régional de la Chartreuse, sur les communes de Saint-Nazaire-les-Eymes et Saint-Pierre-de-Chartreuse, en Isère.

## Géologie
Le Bec Charvet fait partie d'un chaînon parallèle à celui de la Dent de Crolles, Il est tranché obliquement par le rebord subalpin, l'érosion qui a creusé le profond ravin du Manival. Les roches du sommet datent du Kimméridgien, il y a 150 millions d'années.

## Tourisme
La face nord était autrefois[Quand ?] équipée de deux téléskis à partir du col du Coq. L'installation a été démantelée.

## Classement
Le sommet et la face sud font partie de la zone naturelle d'intérêt écologique, faunistique et floristique de type I des gorges du Manival.